# طارق الغنام
طارق الغنام (مواليد 6 أكتوبر 1978) هو لاعب كرة سلة مصري معتزل،سبق له اللعب مع نادي الجزيرة، النادي الأهلي ومنتخب مصر. يشغل حالياً منصب المدير الإداري لفريق النادي الأهلي رجال.